# Сакё
Сакё (яп. 左京区 Сакё-ку́, район сакё или «левостоличный район») — городской район Киото, Япония.

## История
- 1 апреля 1929 года — создан городской район Сакё на основе соседних земель района Камигё в Киото.

## География
Площадь района Сакё на 1 октября 2008 года была около 246,88 км². Здесь располагается Киотский ботанический сад.

## Достопримечательности

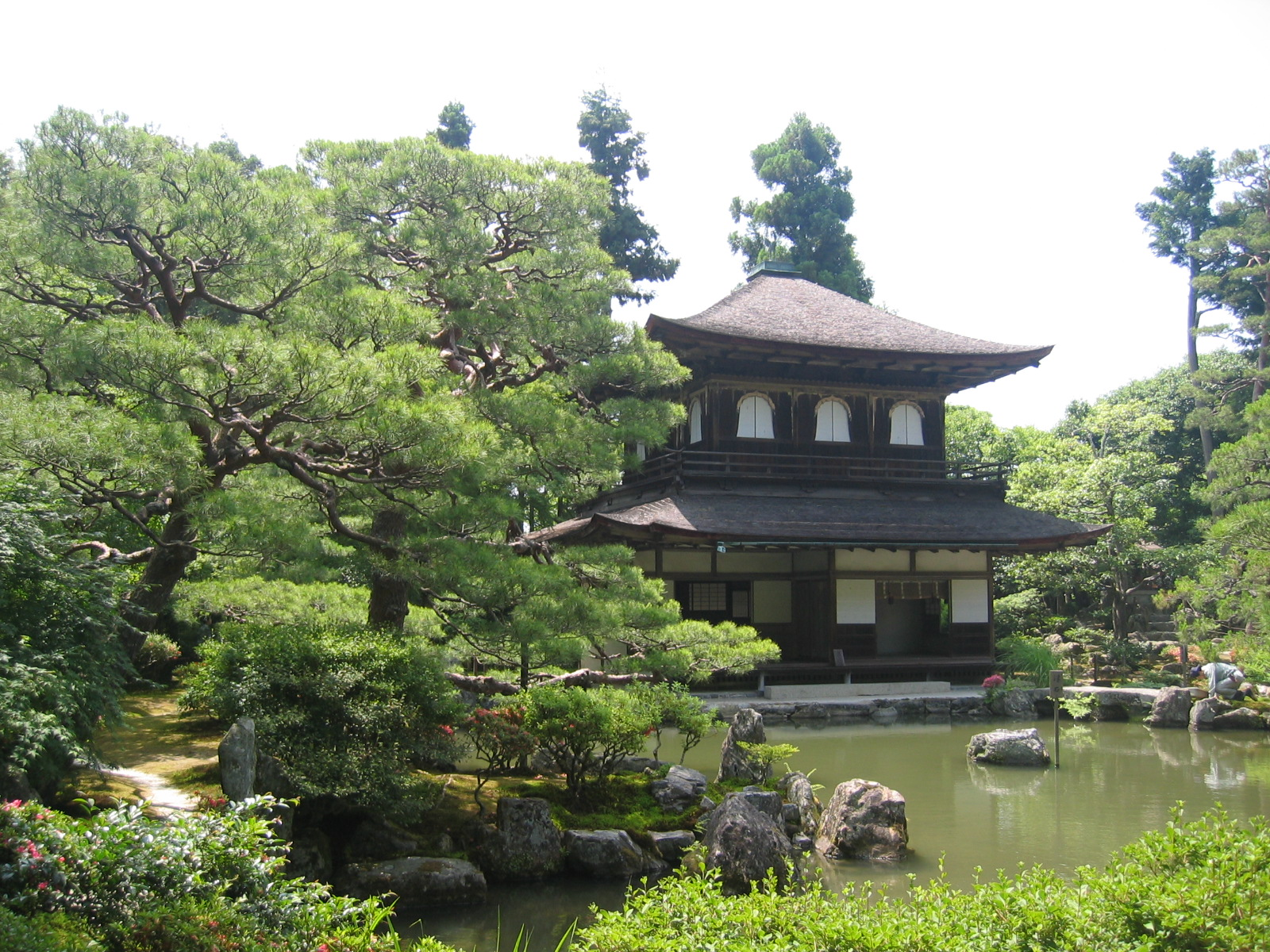
Гинкаку-дзи.
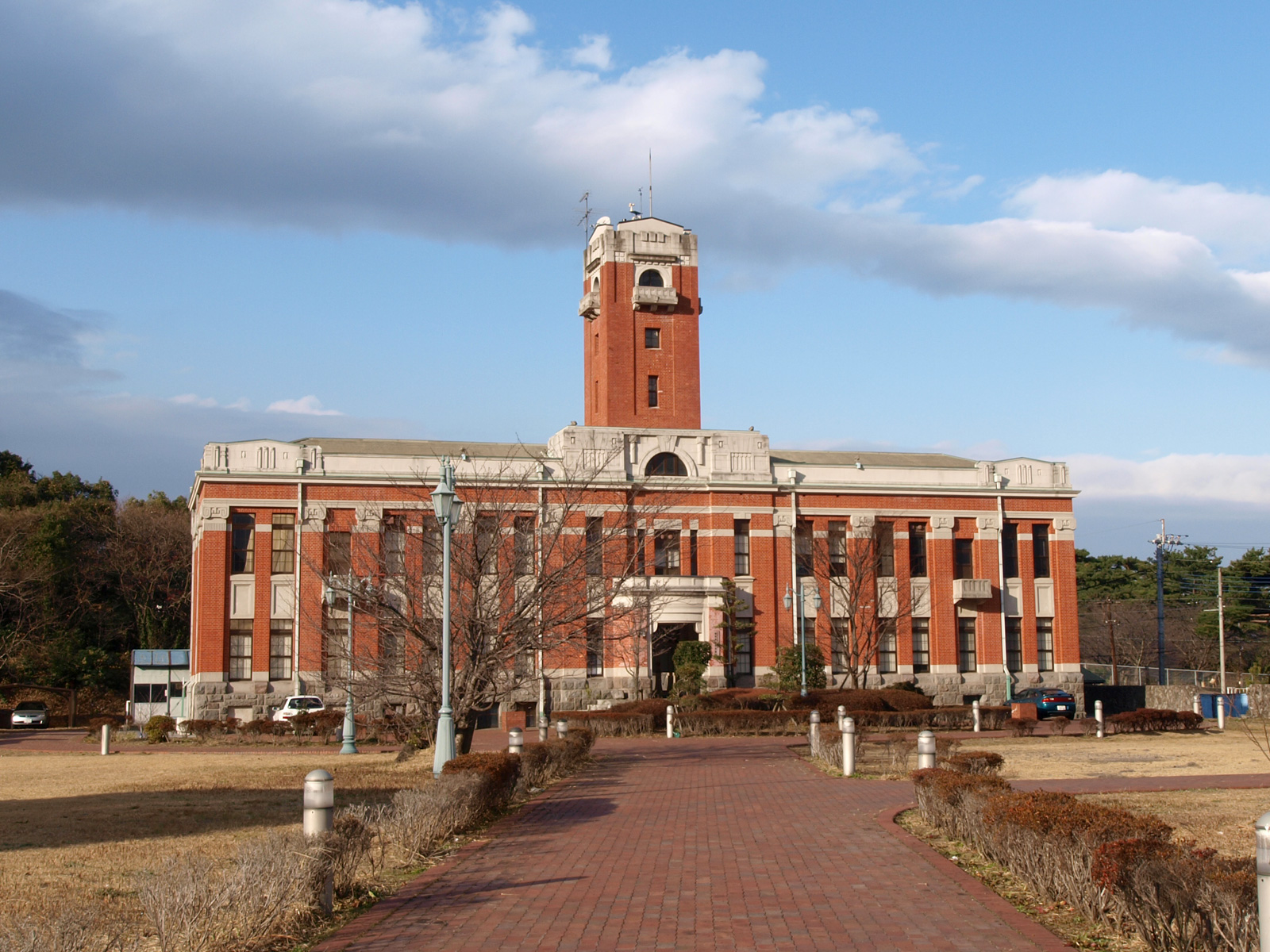
Университет Киото.
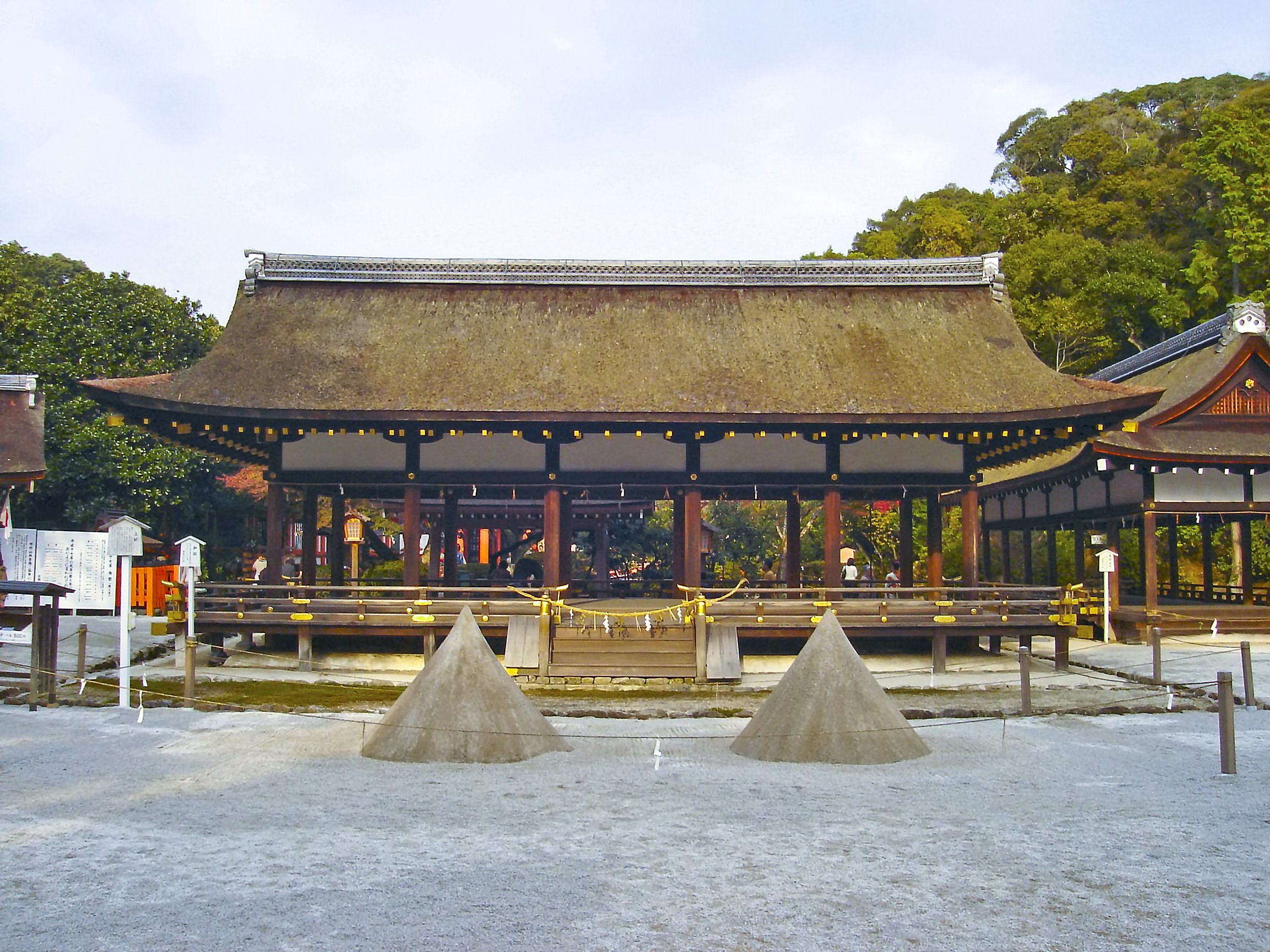
Святилище Камо.
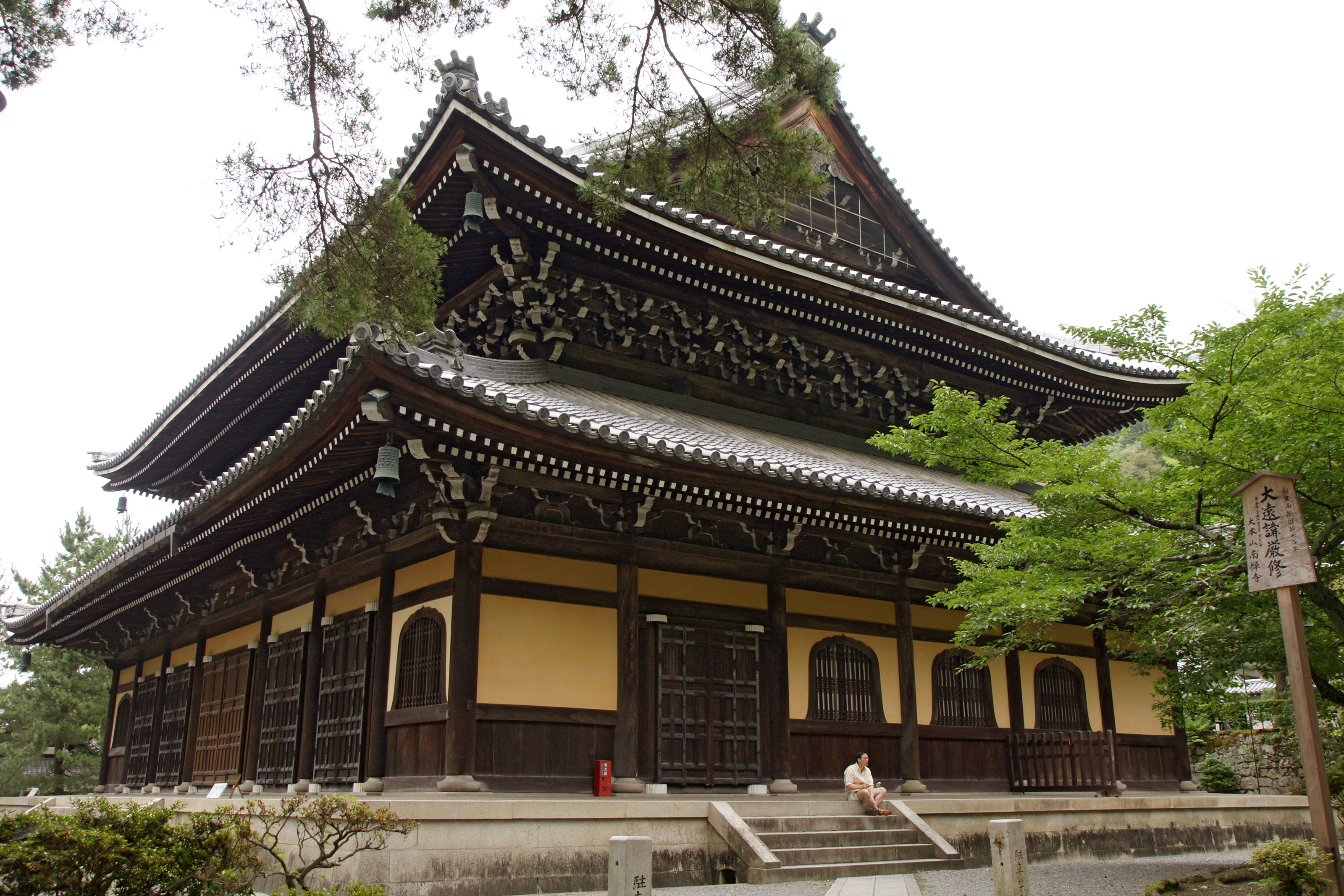
Нандзэн-дзи.